# Élections générales irlandaises de 1973
L’élection générale de 1973 s'est tenue le 28 février 1973. Les 144 députés nouvellement élus se sont assemblés à Leinster House pour la première fois le 4 mars 1973 et y ont nommé le nouveau Taoiseach et son Gouvernement.
L'élection générale s'est déroulée selon les règles constitutionnelles de l'État d'Irlande. 144 sièges étaient à renouveler dans la chambre basse, le Dáil Éireann.

## Mode de scrutin
Les élections générales irlandaises se tiennent suivant un scrutin proportionnel plurinominal avec scrutin à vote unique transférable. En effet, le Ceann Comhairle, qui préside le Dáil Éireann, est automatiquement réélu, conformément à l'article 16, alinéa 6, de la Constitution.

## La campagne électorale
Au moment où l’élection générale est lancée en 1973, le Fianna Fáil est au pouvoir depuis près de seize années consécutives. Pendant cette période, le parti a eu trois leaders différents, Éamon de Valera, Seán Lemass et le leader du moment, Jack Lynch. En conséquence, une grande partie de l’électorat est favorable à un changement de gouvernement. Lynch avait espéré dissoudre le Dáil en décembre 1972, mais les évènements se retournèrent contre lui et l’élection organisée en février 1973.
Alors que le Fine Gael et le Parti travailliste avaient poursuivi leur propre politique d’opposition depuis 1957, les deux partis réalisent enfin que la seule manière d’écarter le Fianna Fáil du pouvoir était d’unir leurs forces. Très peu de temps après que l’annonce des élections fut faite, les deux partis se mettent d’accord sur un pacte de préélectoral dans le but de combattre ensemble tout au moins sur les sujets qui pouvaient immédiatement les réunir. Cette coalition nationale devient alors la première alternative crédible pour l’électorat au gouvernement depuis de nombreuses années.
L’élection se solde par une victoire de la coalition, même si dans le même temps le Fianna Fáil voit son résultat augmenter en pourcentage des voix. Cette augmentation est remarquable si l’on considère que ce parti est au pouvoir depuis de si longues années et qu’il a dû faire face au scandale de la Crise des armes.
C’est le scrutin à vote unique transférable qui a permis à l’opposition de s’emparer du pouvoir.
Un autre fait marquant de cette élection générale est la couverture télévisée faite par le réseau national, Raidió Teilifís Éireann. Jack Lynch opposé lors d’un débat à Brian Farrell devient le premier Taoiseach à concéder une défaite en direct à la télévision nationale.

## Résultats

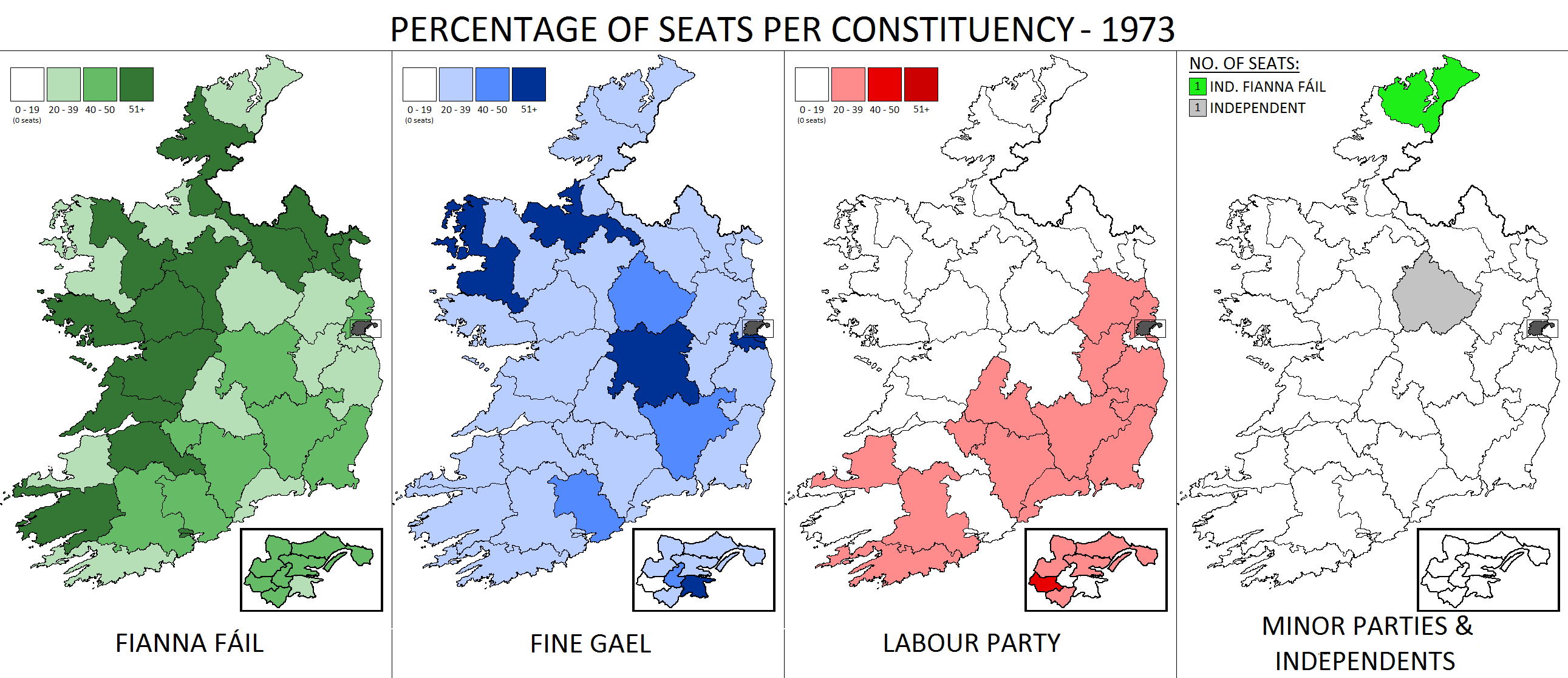
Résultats par circonscription.

| Parti                                                                  | Parti                      | Leader               | Voix      | %      | +/- | Sièges | +/-        | % du Dáil |
| ---------------------------------------------------------------------- | -------------------------- | -------------------- | --------- | ------ | --- | ------ | ---------- | --------- |
|                                                                        | Fianna Fáil                | Jack Lynch           | 624 528   | 46,2 % | 0,5 | 69     | 6          | 47,9      |
|                                                                        | Fine Gael                  | Liam Cosgrave        | 473 781   | 35,1 % | 1,0 | 54     | 4          | 37,5      |
|                                                                        | Parti travailliste         | Brendan Corish       | 184 656   | 13,7 % | 3,3 | 19     | 1          | 13,2      |
|                                                                        | Sinn Féin (Officiel)       | Tomás Mac Giolla     | 15 366    | 1,1 %  |     | 0      |            | 0         |
|                                                                        | Aontacht Éireann           | Kevin Boland         | 12 321    | 0,9 %  |     | 0      |            | 0         |
|                                                                        | Parti communiste d'Irlande |                      | 466       | 0,0 %  |     | 0      |            | 0         |
|                                                                        | Indépendants               | Indépendants         | 39 419    | 2,9 %  | 0,3 | 2      | 1          | 1,4       |
| Votes blancs et nuls                                                   | Votes blancs et nuls       | Votes blancs et nuls | 15 937    |        |     |        |            |           |
| Total                                                                  | Total                      | Total                | 1 366 474 | 100 %  |     | 144    | stagnation | 100       |
| Participation                                                          | Participation              | Participation        | 1 783 604 | 76,6 % |     |        |            |           |
| Un gouvernement de coalition Fine Gael - Parti travailliste est formé. |                            |                      |           |        |     |        |            |           |

## TD élus pour la première fois
22 TD sont élus pour la première fois :
- Liam Ahern
- Joseph Bermingham
- Ruairí Brugha
- Ray Burke
- Johnny Callanan
- Seán Calleary
- Brendan Daly
- John Esmonde
- Joseph Farrell
- Denis Gallagher
- Brendan Griffin
- Patrick Hegarty
- John M. Kelly
- Jimmy Leonard
- Charles McDonald
- Ciarán Murphy
- Fergus O'Brien
- John Ryan
- Myles Staunton
- Seán Walsh
- James White (en)
- John P. Wilson